# Katić-Mornar
Katić je hrvatsko prezime, a jedan veliki hrvatski rod Katića se naselio današnjem području splitske aglomeracije, poglavice područje Solina dodali su si obiteljski nadimak Mornar.
Prezime i rod počinje doseljavanjem novih stanovnika u Vranjic i Solin za vrijeme Kandijskog rata, kada su Mlečani nakon osvajanja Klisa doveli nove stanovnike da bi branili novostečeno, ali demografski opustošeno zaleđe Splita.
Prvi spomen prezimena Katić u Solinu je na krštenju 28. svibnja 1656., gdje su zapisani podaci o kumu i kumi: 
Rod je brojan i dugotrajan, pa su unutar njega nastali veoma brojni nadimci, a brojna su i mjesta
razvijanja roda izvan Solina. Rod je najbrojniji u Solinu, Kaštel Sućurcu, Splitu i Zadru. U ovomu je rodu istaknuti hrvatski povjesničar don Lovre (1887. – 1961.).

## Poznate osobe
- don Lovre Katić  (1887. – 1961.), hrvatski povjesničar